# Dobroslava
Dobroslava este o comună slovacă, aflată în districtul Svidník din regiunea Prešov. Localitatea se află la altitudinea de 414 m deasupra n.m., se întinde pe o suprafață de 5,58 km2 și în 2017 număra 26 de locuitori. Se învecinează cu comuna Korejovce.

## Istoric
Localitatea Dobroslava este atestată documentar din 1600.

## Demografie
| An:                | 1994 | 2004    | 2014    | 2024 |
| ------------------ | ---- | ------- | ------- | ---- |
| Număr de persoane: | 56   | 39      | 28      | 49   |
| Diferență:         |      | −30,35% | −28,20% | +75% |

| An:                | 2023 | 2024 |
| ------------------ | ---- | ---- |
| Număr de persoane: | 50   | 49   |
| Diferență:         |      | −2%  |